# Expedice 3
Expedice 3 byla třetí posádka dlouhodobě obývající Mezinárodní vesmírnou stanici (ISS). Velitelem stanice byl americký astronaut Frank Culbertson, letovými inženýry Vladimir Děžurov a Michail Ťurin (oba Rusko). Posádka měla za úkol pokračovat v práci na experimentech na stanici a zabezpečit setkání s raketoplánem, Sojuzem a nákladními loděmi Progress. Kosmonauti provedli tři plánované a jeden neplánovaný výstup do vesmíru. Po půlroční činnosti předali stanici Expedici 4 a vrátili se na Zem.

## Posádka
- Frank Culbertson (3), velitel – NASA
- Vladimir Děžurov (2), pilot – Roskosmos (CPK)
- Michail Ťurin (1), palubní inženýr – Roskosmos (RKK Eněrgija)

V závorkách je uveden dosavadní počet letů do vesmíru včetně této mise.

### Záložní posádka
- Valerij Korzun, velitel ISS – Roskosmos (CPK)
- Peggy Whitsonová, palubní inženýr – NASA
- Sergej Treščov, palubní inženýr – Roskosmos (RKK Eněrgija)

## Průběh mise

### Start, připojení k ISS
Posádku Expedice 3 dopravil k Mezinárodní vesmírné stanici raketoplán Discovery při svém letu STS-105. Start se uskutečnil 10. srpna 2001 v 21:10 UTC z Kennedyho vesmírného střediska na Floridě. K ISS se raketoplán připojil 12. srpna 2001. Během pobytu Discovery u ISS si bývalá i nová stálá posádka ISS stanici předala a členové Expedice 2 Jurij Usačov, Susan Helmsová a James Voss se vrátili s raketoplánem na Zemi.
Dne 22. srpna 2001 byla od stanice odpojena nákladní loď Progress M1-6, která později zanikla v hustých vrstvách atmosféry. Následujícího dne přistála u zadního portu modulu Zvezda loď Progress M-45, která dopravila ke stanici 2500 kg nákladu včetně pohonných hmot.

### Připojení modulu Pirs
Z kosmodromu Bajkonur byla vypravena upravená kosmická loď Progress M-SO1, která měla za úkol dostat na ISS ruskou přechodovou komoru Pirs. Loď se připojila 16. září 2001 v automatickém režimu k dolnímu portu modulu Zvezda. Později se přístrojová sekce Progressu oddělila a zanikla v atmosféře, Pirs zůstal součástí stanice.

### EVA 1
V říjnu 2001 se uskutečnil první výstup do vesmíru posádky Expedice 3. Zúčastnili se ho Vladimir Děžurov a Michail Ťurin. Kosmonauti 8. října v ruských skafandrech Orlan vystoupili z přechodové komory Pirs a zapojili datové kabely mezi moduly Pirs a Zvezda. Po instalaci dalších doplňků (žebřík, úchyty, anténa) se kosmonauti vrátili po 4 hodinách a 58 minutách zpět na stanici.

### EVA 2
Další výstup do vesmíru proběhl 15. října 2001. Kosmonauti Děžurov a Ťurin namontovali na vnější část modulu Pirs několik experimentů pro výzkum okolí stanice a na sledování vlivu kosmického prostředí na některé materiály. Výstup trval 5 hodin a 51 minut.
19. října proběhl přelet záchranné kosmické lodi Sojuz TM-32 z portu na modulu Zarja na nový port na modulu Pirs. Jednalo se o přípravu na přílet nové lodi Sojuz TM-33.

### Sojuz TM-33
Sojuz TM-33 zakotvil u dolního portu modulu Zarja 23. října 2001 s posádkou Viktor Afanasjev, Konstantin Kozejev a Claudie Haigneréová z Francie. Po osmidenním pobytu po vyložení nákladu a provedení vědeckých experimentů odletěla tato posádka Sojuzem TM-32 na Zemi.

### EVA 3
Dalšího výstupu do vesmíru se zúčastnili Frank Culbertson a Vladimir Děžurov. Do kosmu vystoupili ve skafandrech Orlan přechodovou komorou modulu Pirs. Hlavním úkolem výstupu byla instalace kabelů automatického naváděcího systému Kurs mezi moduly Pirs a Zvezda. Výstup trval 5 hodin a 5 minut.

### Progress M1-7 a EVA 4
22. listopadu byla od stanice odpojena nákladní loď Progress M-44, která poté zanikla v hustých vrstvách atmosféry. 28. listopadu se ke stanici automaticky připojila nová nákladní loď Progress M1-7. Při testu hermetičnosti spojení se zjistilo, že spojovací příruba nedosedla správně. Ruští technici analyzovali problém, zjistili, že se do spojovací příruby dostal cizí objekt. Kosmonauti Děžurov a Ťurin museli 3. prosince neplánovaně vystoupit do kosmu a závadu opravit. Příčinou problémů byl těsnicí kroužek, který vypadl z odlétající lodi Progress M-44. Po jeho odstranění byla hermetičnost spoje obnovena a kosmonauti se vrátili po 2 hodinách a 46 minutách zpět na palubu.

### STS-108, ukončení mise
Raketoplán Endeavour (STS-108) přiletěl k ISS 7. prosince 2001. Přivezl sebou nákladní modul Raffaello se zásobami, které byly přesunuty do prostor ISS. Posádka raketoplánu při výstupu do vesmíru nainstalovala tepelné chrániče na motory, které otáčejí solárními panely. Na palubě Endeavouru byla také nová stálá posádka ISS Expedice 4 (Jurij Onufrijenko, Dan Bursch a Carl Walz). Dlouhodobé posádky si stanici předali, členové Expedice 3 se stali členy posádky raketoplánu. Raketoplán se od stanice odpojil a Culbertson, Děžurov a Ťurin se s ním dostali 17. prosince 2001 na Zemi.

## Výstupy do vesmíru
|    | Mise  | Kosmonauti                        | Začátek (UTC)            | Konec (UTC)              | Trvání             | Poznámky                                                                             |
| -- | ----- | --------------------------------- | ------------------------ | ------------------------ | ------------------ | ------------------------------------------------------------------------------------ |
| 1. | EVA-1 | Vladimir Děžurov Michail Ťurin    | 8. října 2001 14:24      | 8. října 2001 19:22      | 4 hodin, 58 minut  | Instalace kabelů mezi moduly Pirs a Zvezda.                                          |
| 2. | EVA-2 | Vladimir Děžurov Michail Ťurin    | 15. října 2001 09:17     | 15. října 2001 15:08     | 5 hodin, 51 minut  | Instalace ruských komerčních experimentů (MPAC-SEEDS) na vnější plošinu modulu Pirs. |
| 3. | EVA 3 | Vladimir Děžurov Frank Culbertson | 12. listopadu 2001 21:41 | 13. listopadu 2001 02:46 | 5 hodin, 05 minut  | Instalace kabelů automatického naváděcího systému Kurs mezi moduly Pirs a Zvezda.    |
| 4. | EVA-4 | Vladimir Děžurov Michail Ťurin    | 3. prosince 2001 13:20   | 3. prosince 2001 16:06   | 2 hodiny, 46 minut | Oprava přípojného místa lodě Progress.                                               |